# Plonévez-Porzay
Plonévez-Porzay (bretonisch Plonevez-Porzhe) ist eine französische Gemeinde im Département Finistère mit 1783 Einwohnern (Stand 1. Januar 2022).

## Lage
Die Gemeinde liegt in der Cornouaille im Westen der Bretagne an der Atlantikküste (Bucht von Douarnenez), wobei das Ortszentrum vier Kilometer von der Küste entfernt ist.
Douarnenez liegt etwa neun Kilometer südwestlich, Châteaulin etwa zwölf Kilometer nordöstlich, Quimper etwa 16 Kilometer südöstlich und Brest etwa 35 Kilometer nordwestlich von Plonévez-Porzay (Luftlinie).

## Verkehr
Die nächstgelegenen Abfahrten an der autobahnähnlich ausgebauten Schnellstraße E 60 (Nantes-Brest) sowie die Regionalbahnhöfe an der überwiegend parallel verlaufenden Bahnlinie, gibt es bei Châteaulin und Quimper.
Bei Brest befindet sich der nächste Regionalflughafen.

## Bevölkerungsentwicklung
| Jahr                       | 1962 | 1968 | 1975 | 1982 | 1990 | 1999 | 2007 | 2017 |
| Einwohner                  | 1620 | 1527 | 1533 | 1643 | 1663 | 1582 | 1666 | 1758 |
| Quellen: Cassini und INSEE |      |      |      |      |      |      |      |      |

## Sehenswürdigkeiten
- Kirche Saint-Milliau
- Kapelle Notre-Dame-de-la-Clarté
- Herrenhaus Moëllien

Siehe auch: Liste der Monuments historiques in Plonévez-Porzay

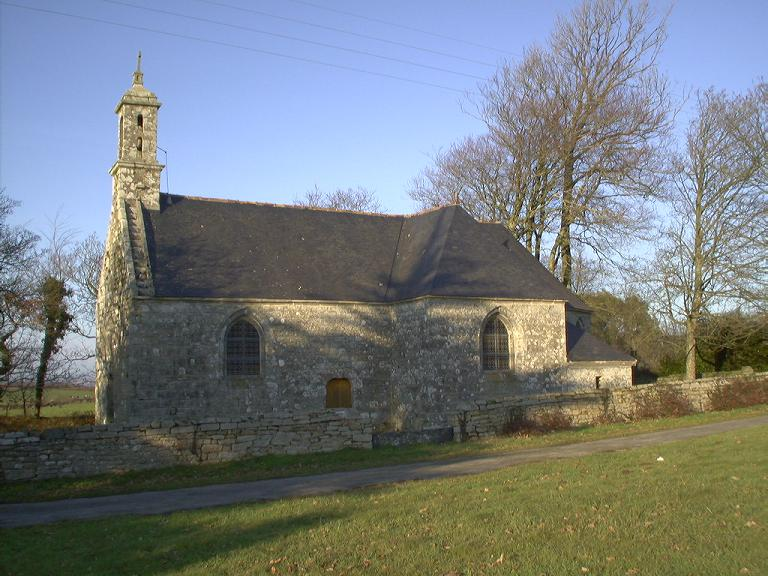
Kapelle Notre-Dame-de-la-Clarté
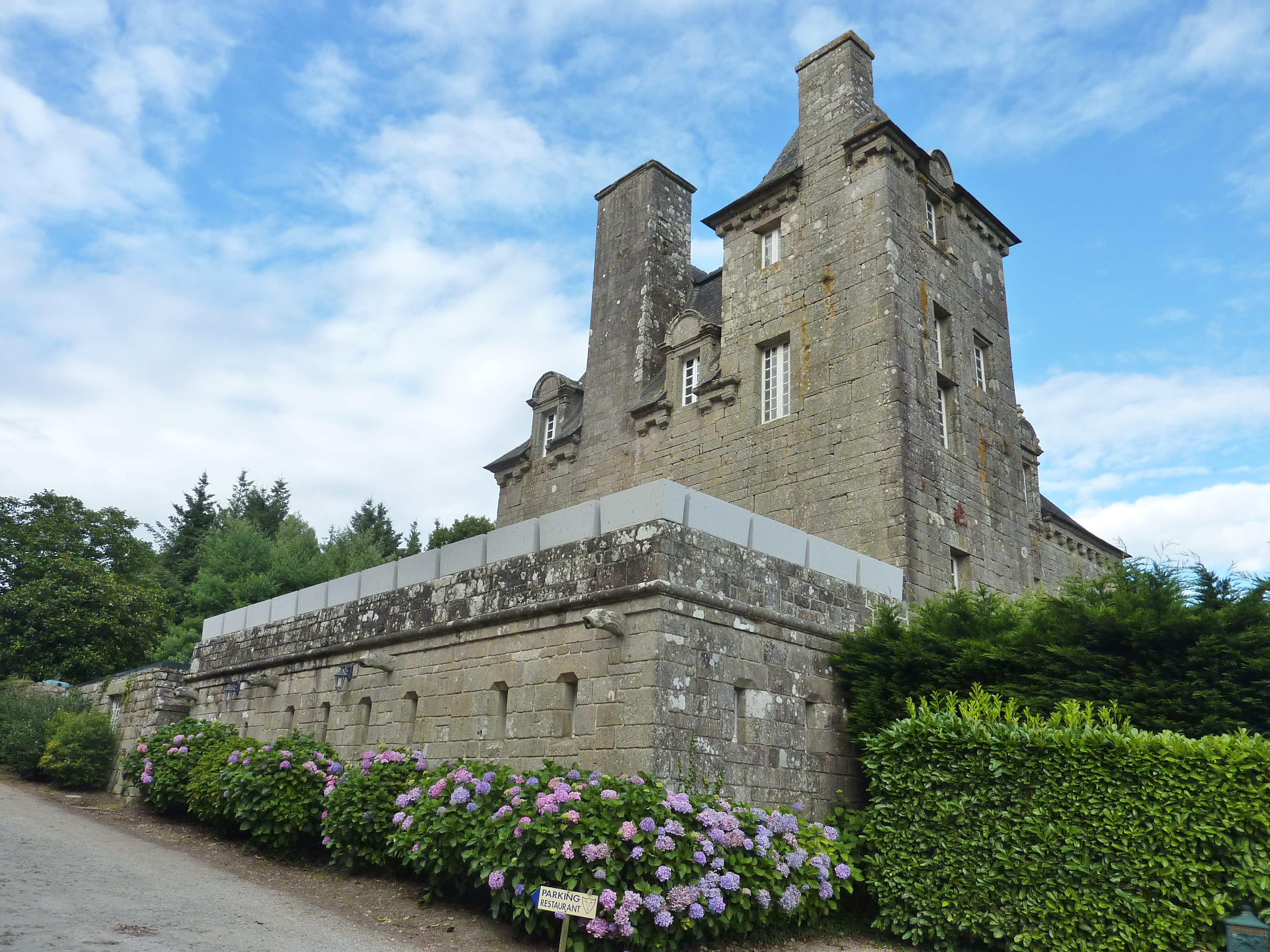
Herrenhaus Moëllien